# Списък на народните представители от Деветото народно събрание
Това е списък на народните представители от IX народно събрание на Народна република България. Изборите за народно събрание са проведени на 8 юни 1986 г. с избирателна активност от 99,91 %. Избрани са общо 400 народни представители.

## Списък
Народните представители са подредени по азбучен ред на окръзите:

### Благоевградски окръг
1. Милко Балев
2. Младен Трайков Андонов
3. Марийца Стоянова Стамболийска
4. Борис Карамфилов
5. Емилия Костова
6. Лалю Димитров
7. Виктор Вълков
8. Лазар Причкапов
9. Иван Димитров
10. Елена Лагадинова
11. Емилия Маринова Сеирска
12. Костадин Александров Рупчин
13. Атанас Попов
14. Владимир Ангелов Якупов
15. Никола Тончев

### Бургаски окръг
1. Огнян Дойнов
2. Диран Парикян
3. Стамо Керезов
4. Николай Жишев
5. Станиш Бонев
6. Станка Павлова Орманова
7. Борис Копчев
8. Джена Христова Ялъмова
9. Стоян Събев
10. Недка Тончева Желязкова
11. Руси Радулов Колев
12. Александър Петков
13. Димитър Желев Костадинов
14. Минко Минков
15. Пандо Ванчев
16. Гиньо Ганев
17. Илия Милослалов Пачалиев
18. Иван Добрев
19. Иван Янков Ружев

### Варненски окръг
1. Георги Атанасов
2. Георги Робев
3. Димитър Попов
4. Кичка Тодорова Станева
5. Нешка Робева
6. Андрей Бунджулов
7. Кирил Игнатов
8. Димитър Димитров
9. Константин Атанасов
10. Елена Георгиева Златева
11. Цена Иванова Стаматова
12. Желю Милушев
13. Васил Цанов
14. Христо Радев
15. Елена Кирякова Данаилова
16. Коста Йорданов Манолов
17. Страхил Христов
18. Веселин Йосифов
19. Иван Калудов
20. Васил Янакиев
21. Боян Трайков

### Великотърновски окръг
1. Митко Митков
2. Христо Нейков
3. Георги Караманев
4. Светла Анчева Цветкова
5. Маргарита Босилкова Бакалова
6. Иван Велинов
7. Илия Димитров Илиев
8. Тодорка Цветкова Стоянова
9. Никола Цонев
10. Тодор Божинов
11. Димитър Виячев
12. Христо Христов
13. Йордан Тодоров Недев
14. Христо Николов Станев
15. Сийка Нейкова
16. Иван Хараламбиев Иванов

### Видински окръг
1. Диляна Ганчева Рангелова
2. Пантелей Зарев
3. Кирил Зарев
4. Георги Вълканов Йоргов
5. Гено Тошков
6. Георги Начев
7. Емилия Антова Вълчева
8. Румен Сербезов

### Врачански окръг
1. Станко Тодоров
2. Светозар Петрушков
3. Лилка Петрова Илиева
4. Людмила Петрова Стефанова
5. Стоян Караджов
6. Тодор Божинов
7. Владимир Бонев
8. Тошка Начева Стоименова
9. Емил Петров Петков
10. Горан Нинов
11. Васил Василев
12. Йосиф Хананел Аструков
13. Кирил Клисурски

### Габровски окръг
1. Пепа Георгиева Василева
2. Емил Христов
3. Слави Стоянов Русев
4. Трифон Пашов
5. Марий Иванов
6. Лазар Кръстев Лазаров
7. Любен Георгиев Кулишев
8. Анка Петкова Димитрова

### Кърджалийски окръг
1. Галина Стефанова Христова
2. Сава Стефанов Билидеров
3. Йордан Йотов
4. Елица Христова Младенова
5. Костадин Янчев
6. Петър Петров Цветков
7. Красимира Хубенова Ханджиева
8. Радой Попиванов
9. Георги Танев
10. Илчо Димитров
11. Васил Зикулов
12. Милчо Георгиев Милчев
13. Иван Шпатов

### Кюстендилски окръг
1. Мирчо Стойков
2. Йордан Цанев
3. Димитър Станишев
4. Магдалена Асенова Стоянова
5. Иван Попов
6. Георги Стоилов
7. Христина Лазарова Пепелджийска
8. Александър Христов Димитров
9. Малинка Димитрова Везенкова

### Ловешки окръг
1. Иван Вълев Иванов
2. Любомир Левчев
3. Георги Иванов
4. Митко Григоров
5. Петър Балевски
6. Райна Цветанова Димитрова
7. Иван Стоянов Груев
8. Георги Йотов Калчев
9. Лазар Дончев
10. Васил Йончев Василев

### Михайловградски окръг
1. Начо Папазов
2. Владимир Живков
3. Стефан Цветанов Николов
4. Евтим Костов Пенов
5. Ангел Бобоков
6. Вера Начева
7. Трифон Балкански
8. Георги Йосифов Коларски
9. Кирилка Господинова Христова
10. Кръсто Георгиев Мутафчиев
11. Петър Николов Петров

### Пазарджишки окръг
1. Димитър Жулев
2. Димитър Методиев
3. Мако Даков
4. Силвия Илиева Екова
5. Атанас Семерджиев
6. Цола Драгойчева
7. Борис Василев Илиев
8. Маргарита Ангелова Генева
9. Иван Илиев
10. Константин Русинов
11. Продан Стоянов
12. Васил Николов Ковачев
13. Милена Стамболийска
14. Васил Атанасов Рабухчиев

### Пернишки окръг
1. Васил Василев Василев
2. Петър Дюлгеров
3. Христина Йорданова Арсова
4. Георги Георгиев
5. Янаки Иванов Янакиев
6. Христо Бонин
7. Евка Михайлова Развигорова-Янакиева
8. Славчо Трънски

### Плевенски окръг
1. Павлина Георгиева Крумова
2. Георги Йорданов
3. Димитър Ненчев
4. Атанас Малеев
5. Ангел Балевски
6. Атанаска Драганова Петкова
7. Сава Гановски
8. Светла Величкова Михайлова
9. Атанас Георгиев Атанасов
10. Любчо Благоев
11. Стефан Димитров Бенов
12. Кунчо Кунев
13. Георги Григоров
14. Ангел Димитров
15. Лъчезар Аврамов
16. Иван Марков Тодоров
17. Яна Стефанова Забунова

### Пловдивски окръг
1. Иван Панев
2. Тончо Чакъров
3. Петко Янев Ганчев
4. Андон Кръстев Попов
5. Петър Атанасов Чобанов
6. Пантелей Пачов
7. Дамян Димитров Дамев
8. Цветана Манева
9. Иван Андонов
10. Мария Димитрова Маврова
11. Леда Милева
12. Светла Даскалова
13. Цоцо Цоцов
14. Владимир Калайджиев
15. Атанас Димитров
16. Сава Дълбоков
17. Георги Ангелов Божков
18. Милю Николов Милев
19. Петър Младенов
20. Невена Стойкова Донева
21. Светла Русланова Таскова
22. Атанас Борисов Авков
23. Николай Хайтов
24. Жана Костадинова Начева
25. Благой Пенев
26. Димитър Аргиров
27. Панайот Панайотов
28. Стоян Кошулев
29. Борис Тодоров
30. Запрян Величков Ликов
31. Желязко Колев
32. Христо Русков
33. Димитър Братанов
34. Илия Гунчев

### Разградски окръг
1. Пенчо Кубадински
2. Георги Панков
3. Диана Василева Кирова
4. Кольо Йовчев Стоянов
5. Силвия Станева Миланова
6. Борис Анастасов
7. Александър Петков Иванов
8. Цено Хинковски
9. Орлин Загоров

### Русенски окръг
1. Петър Петров
2. Борис Спасов
3. Светлин Русев
4. Никола Стефанов
5. Елена Атанасова Драшкова
6. Звезда Великова Енева
7. Гриша Филипов
8. Дончо Каракачанов
9. Стоян Тончев
10. Василка Антонова Пенева
11. Ангел Цветков
12. Исай Алипиев Караманов
13. Димитър Йорданов Димитров

### Силистренски окръг
1. Иван Пръмов
2. Анелия Цекова Минева
3. Георги Джагаров
4. Васил Недев
5. Димитър Русев Михайлов
6. Росен Илиев Чернев
7. Димитър Михалев Стоев
8. Георги Кардашев

### Сливенски окръг
1. Лиляна Димитрова Пенчева
2. Андрей Луканов
3. Тодор Кюркчиев
4. Иван Константинов Стефанов
5. Донка Тодорова Енчева
6. Атанас Стефанов Атанасов
7. Тенчо Папазов
8. Нинко Стефанов
9. Ася Емилова
10. Илия Великов Георгиев
11. Георги Менов

### Смолянски окръг
1. Стоян Михайлов
2. Радка Георгиева Тунева – Янчевска
3. Ангел Николов Георгиев
4. Асен Янков Янков
5. Григор Шопов
6. Стоян Николов Букиков
7. Васил Коларов
8. Атанас Атанасов

### Столичен народен съвет
1. Стефан Данаилов
2. Кирил Зарев
3. Рая Гичева
4. Богомил Райнов
5. Александър Райчев
6. Благовест Сендов
7. Иван Тодоров
8. Илия Млечков
9. Христо Добрев
10. Мария Каменова Иванова
11. Владимир Димитров Лазаров
12. Камен Каменов
13. Костадин Джатев
14. Анастасий Дончев
15. Венко Марковски
16. Ради Кузманов
17. Кръстю Станилов
18. Тодор Живков
19. Николина Асенова Бънкова
20. Железан Райков Железанов
21. Васил Андреев Ников
22. Иван Пехливанов
23. Любомир Павлов
24. Владимир Стойчев
25. Александър Янков
26. Мария Захариева
27. Маргарита Дупаринова
28. Ангел Шишков
29. Иван Масларов
30. Нико Яхиел
31. Ярослав Радев
32. Васил Пандов Василев
33. Андрей Аврамов Андреев
34. Стефан Нинов
35. Пенчо Костурков
36. Михаил Геновски
37. Минчо Семов
38. Младен Исаев
39. Лазар Русинов Стамболиев
40. Галя Тодорова Алексиева
41. Георги Митов Петров
42. Бенислав Ванев
43. Боян Първанов
44. Слав Караславов
45. Търпо Атанасов Божилов
46. Никола Манолов
47. Любчо Тошков
48. Любен Николов Донев
49. Георги Стойнев Харизанов
50. Богомил Гюров Илиев
51. Минчо Пейчев

### Софийски окръг
1. Димитър Димитров
2. Христо Костов Христов[2]
3. Янка Илиева Брезовска
4. Живко Живков
5. Добри Джуров
6. Веселин Андреев
7. Иван Тенев
8. Николай Дюлгеров
9. Янко Марков
10. Любен Стефанов
11. Минчо Панков
12. Маргарита Петрова Ковачева
13. Атанас Константинов
14. Райна Рангелова Постолова

### Старозагорски окръг
1. Стоян Марков
2. Минчо Йовчев
3. Стою Неделчев
4. Здравко Митовски
5. Кера Василева Геновска
6. Давид Елазар
7. Манол Павлов Йорданов
8. Георги Павлов
9. Велко Палин
10. Никола Тодориев
11. Николай Иванов
12. Георги Георгиев
13. Георги Стоянов
14. Иван Иванов
15. Анка Иванова Спирова
16. Невена Юлиянова Айвазова
17. Любомир Кабакчиев[3]
18. Теньо Динев Черкезов

### Толбухински окръг
1. Милен Георгиев Стоянов
2. Величко Минеков
3. Петър Танчев
4. Димитър Димитров
5. Христаки Кънев
6. Иван Георгиев Влаев
7. Дико Фучеджиев
8. Бойка Иванова Георгиева
9. Костадин Станев Георгиев
10. Христо Маринов Мутафов
11. Аделина Радомирова Ризова

### Търговищки окръг
1. Ася Велинова Илиева
2. Димитър Стоянов
3. Христо Спасов Златков
4. Стефан Стайнов
5. Нели Стойкова Неделчева
6. Ален Малинов Аленов
7. Евтим Кръстев
8. Камен Калинов

### Хасковски окръг
1. Дамян Младенов Алеков
2. Елена Петкова Чакърова
3. Йорданка Йовчева Аврамова
4. Величко Петров
5. Стоян Стоянов
6. Алекси Иванов
7. Григор Стоичков
8. Даниела Димитрова Маринова
9. Елена Недева Боева
10. Васил Колев Пасев
11. Иван Ганчев
12. Кръстьо Тричков
13. Костадин Лютов[4]

### Шуменски окръг
1. Асен Севарски
2. Борил Косев
3. Георги Евтимов Стоянов
4. Йордан Велев Йорданов
5. Петър Вутов
6. Белчо Белчев
7. Йорданка Митева Кънева
8. Нели Кънчева Тончева
9. Филю Чакъров
10. Чудомир Александров
11. Крум Василев

### Ямболски окръг
1. Добринка Стоянова Чифчиева
2. Васил Цанов
3. Дража Вълчева
4. Георги Атанасов Парушев
5. Ангел Йорданов
6. Желязка Петрова Георгиева
7. Илия Стоянов Въртигоров
8. Пеко Таков
9. Иван Овчаров